# Гранит-Пик (гора, Монтана)
Гранит-Пик (англ. Granite Peak) — гора в штате Монтана.
Высота над уровнем моря — 3904 м, относительная — 1451 м, это высочайшая вершина штата. Геологически гора является частью хребта Беартут. Гранит-Пик расположен на территории округа Парк, вблизи границ с округами Карбон и Стиллуотер и в 16 км севернее Вайоминга.
Первое восхождение на гору произошло в 1923 году. Это последняя из высочайших точек штатов, покорённых человеком. Гранит-Пик и Ганнет-Пик считаются сложнейшими для покорения вершинами Континентальных штатов, а по стране уступают лишь Денали.